# Seututie 292
Pour les articles homonymes, voir Route 292.
La route régionale 292 (finnois : Seututie 292) est une route régionale allant de Janakkala jusqu'à Lammi à Hämeenlinna en Finlande.

## Description
La route part de la Valtatie 3 dans la conurbation Hyvikkälä de Janakkala et se termine à et se terminant sur la  valtatie 12 à Lammi.
Elle quitte la Valtatie 3 vers l'Est, traverse le centre de Janakkala puis va vers la valtatie 12, où la route devient l'Yhdystie 3190, qui mène au centre de Lammi puis continue vers la seututie 317.

## Parcours
- Janakkala
- Hämeenlinna